# Sela Bosiljevska
Sela Bosiljevska is een plaats in de gemeente Bosiljevo in de Kroatische provincie Karlovac. De plaats telt 75 inwoners (2001).